# Cuissai
Cuissai est une commune française, située dans le département de l'Orne en région Normandie, peuplée de 436 habitants.

## Géographie
| Saint-Nicolas-des-Bois                                  | Saint-Nicolas-des-Bois | Saint-Nicolas-des-Bois |
| La Roche-Mabile (par un angle), Saint-Denis-sur-Sarthon | Cuissai                | Colombiers             |
| Saint-Denis-sur-Sarthon, Pacé                           | Pacé                   | Lonrai                 |

### Communications et transport urbain
La commune de Cuissai est desservie par le réseau de bus Alto. Ce réseau fait partie des Transports urbains de la communauté urbaine d'Alençon. Cuissai fait partie des lignes Itineo 5, Itineo Access, Domino 6 (Primaires) et 10.

### Hydrographie
La commune est située dans le bassin Loire-Bretagne. Elle est drainée par le Cuissai, le ruisseau de Cuissai et divers autres petits cours d'eau.

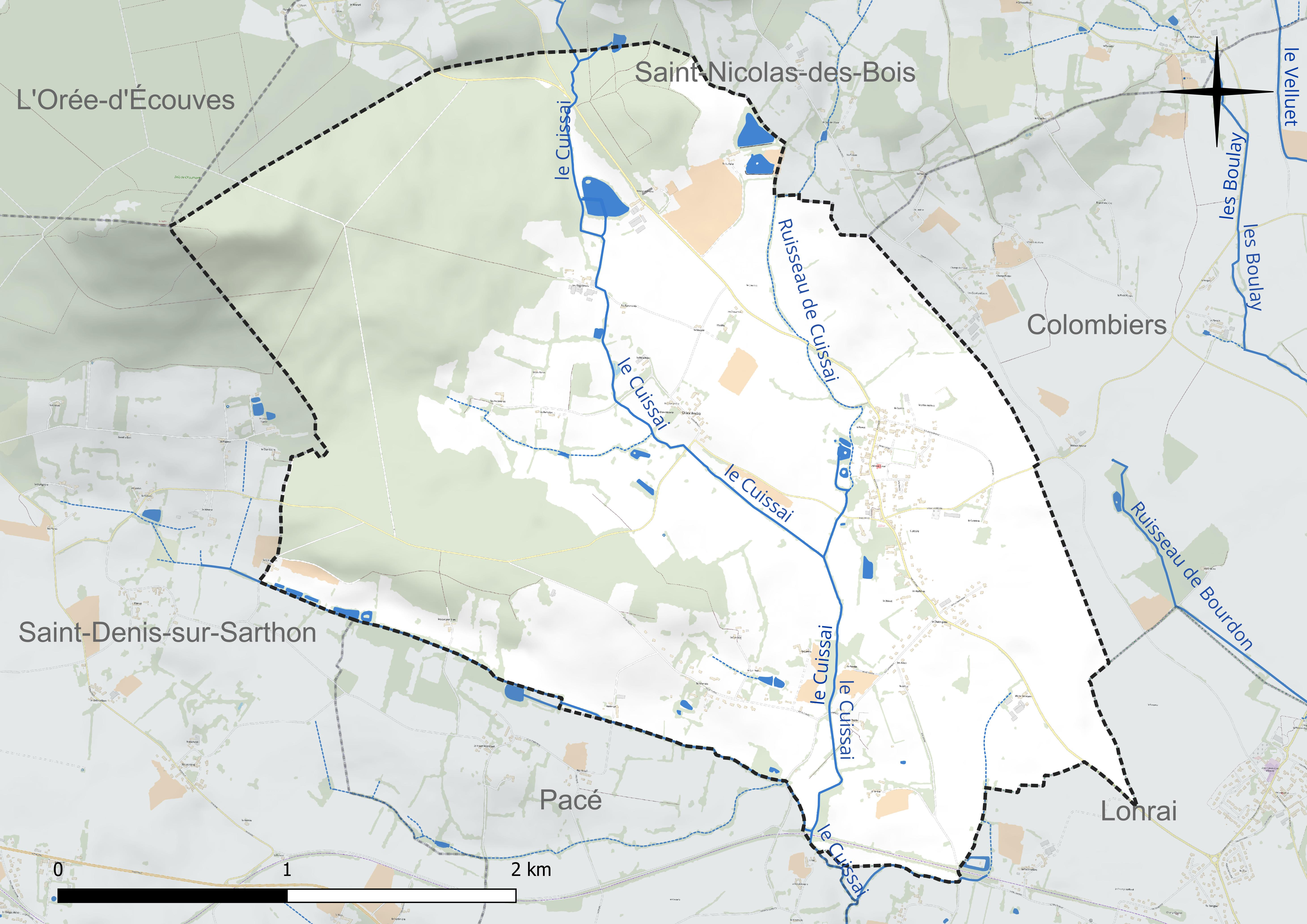
Réseau hydrographique de Cuissai.

### Climat
Pour des articles plus généraux, voir Climat de la Normandie et Climat de l'Orne.
En 2010, le climat de la commune est de type climat océanique dégradé des plaines du Centre et du Nord, selon une étude du CNRS s'appuyant sur une série de données couvrant la période 1971-2000. En 2020, Météo-France publie une typologie des climats de la France métropolitaine dans laquelle la commune est dans une zone de transition entre le climat océanique et le climat océanique altéré et est dans la région climatique Normandie (Cotentin, Orne), caractérisée par une pluviométrie relativement élevée (850 mm/a) et un été frais (15,5 °C) et venté. Parallèlement le GIEC normand, un groupe régional d’experts sur le climat, différencie quant à lui, dans une étude de 2020, trois grands types de climats pour la région Normandie, nuancés à une échelle plus fine par les facteurs géographiques locaux. La commune est, selon ce zonage, exposée à un « climat des plateaux abrités », se caractérisant par une pluviométrie et des contraintes thermiques modérées mais aussi, par effet de continentalité, des températures plus contrastées qu'au nord dans la plaine de Caen, avec communément 10 à 15 jours par an de plus de froid en hiver et de chaleur en été.
Pour la période 1971-2000, la température annuelle moyenne est de 10,4 °C, avec une amplitude thermique annuelle de 13,8 °C. Le cumul annuel moyen de précipitations est de 747 mm, avec 12,1 jours de précipitations en janvier et 7,5 jours en juillet. Pour la période 1991-2020, la température moyenne annuelle observée sur la station météorologique la plus proche, située sur la commune d'Alençon à 7 km à vol d'oiseau, est de 11,3 °C et le cumul annuel moyen de précipitations est de 743,7 mm,. Pour l'avenir, les paramètres climatiques de la commune estimés pour 2050 selon différents scénarios d’émission de gaz à effet de serre sont consultables sur un site dédié publié par Météo-France en novembre 2022.

## Urbanisme

### Typologie
Au 1er janvier 2024, Cuissai est catégorisée commune rurale à habitat dispersé, selon la nouvelle grille communale de densité à sept niveaux définie par l'Insee en 2022.
Elle est située hors unité urbaine. Par ailleurs la commune fait partie de l'aire d'attraction d'Alençon, dont elle est une commune de la couronne,. Cette aire, qui regroupe 89 communes, est catégorisée dans les aires de 50 000 à moins de 200 000 habitants,.

### Occupation des sols
L'occupation des sols de la commune, telle qu'elle ressort de la base de données européenne d’occupation biophysique des sols Corine Land Cover (CLC), est marquée par l'importance des territoires agricoles (62,7 % en 2018), en diminution par rapport à 1990 (65,2 %). La répartition détaillée en 2018 est la suivante : 
prairies (37,7 %), forêts (34,3 %), terres arables (25,1 %), zones urbanisées (3 %). L'évolution de l’occupation des sols de la commune et de ses infrastructures peut être observée sur les différentes représentations cartographiques du territoire : la carte de Cassini (XVIIIe siècle), la carte d'état-major (1820-1866) et les cartes ou photos aériennes de l'IGN pour la période actuelle (1950 à aujourd'hui).

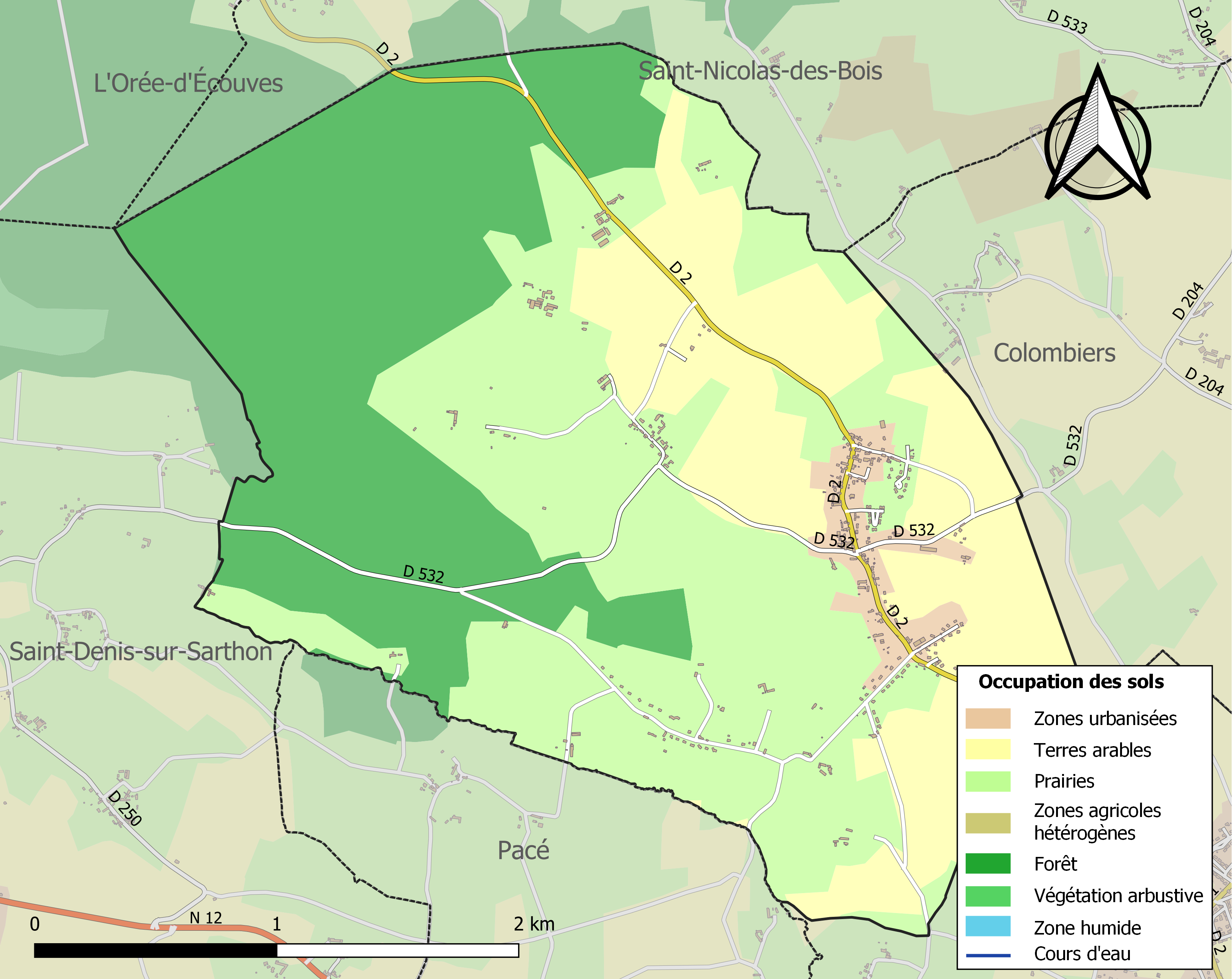
Carte des infrastructures et de l'occupation des sols de la commune en 2018 (CLC).

## Hydrologie
Cuissai  ne  recense  aucun  point  de  captage  en  eau  souterraine  sur  son  territoire.
La  commune  est parcourue par trois cours d’eau :
- Le ruisseau de Cuissai, de direction méridienne, prend sa source dans le massif de la Forêt d'Écouves. Il est alimenté par de nombreux petits cours d’eau intermittents.
- Le ruisseau de Glatigny, également de direction nord-sud, prend sa source dans le massif de la Butte Chaumont. Il se jette dans le ruisseau de Cuissai.
- Le ruisseau du Guénisson, marquant la limite sud du territoire, prend sa source au sud de la Butte Chaumont et se jette dans le ruisseau de Cuissai non loin du lieu-dit la Baudonnerie (commune de Pacé).
- Le ruisseau de Cuissai est un affluent rive droite de la Sarthe. Il existe également une source à proximité du village. Cette dernière n’est pas utilisée pour une alimentation humaine en eau potable.

## Toponymie
Le nom de la localité est attesté sous les formes Cuisseium en 1202,, Cuissay en 1793.
Le toponyme est issu d'un anthroponyme latin ou roman tel que Cucius, Cussius ou Cuttius,,.
Le gentilé est Cuisséen.

## Politique et administration
| Période                                  | Période   | Identité             | Étiquette | Qualité             |
| ---------------------------------------- | --------- | -------------------- | --------- | ------------------- |
| ?                                        | 1977      | Paul Gasnier Gasnier |           |                     |
| 1977                                     | mars 2008 | René Gasnier         |           | Agriculteur         |
| mars 2008                                | En cours  | Jean-Marie Leclercq  | SE        | Ingénieur forestier |
| Les données manquantes sont à compléter. |           |                      |           |                     |

Le conseil municipal est composé de onze membres dont le maire et trois adjoints.

## Démographie
L'évolution du nombre d'habitants est connue à travers les recensements de la population effectués dans la commune depuis 1793. Pour les communes de moins de 10 000 habitants, une enquête de recensement portant sur toute la population est réalisée tous les cinq ans, les populations de référence des années intermédiaires étant quant à elles estimées par interpolation ou extrapolation. Pour la commune, le premier recensement exhaustif entrant dans le cadre du nouveau dispositif a été réalisé en 2006.
En 2022, la commune comptait 436 habitants, en évolution de +3,81 % par rapport à 2016 (Orne : −3,21 %, France hors Mayotte : +2,11 %).
Cuissai a compté jusqu'à 411 habitants en 1999.
| 1793 | 1800 | 1806 | 1821 | 1836 | 1841 | 1846 | 1851 | 1856 |
| ---- | ---- | ---- | ---- | ---- | ---- | ---- | ---- | ---- |
| 430  | 405  | 368  | 288  | 371  | 378  | 368  | 360  | 341  |

| 1861 | 1866 | 1872 | 1876 | 1881 | 1886 | 1891 | 1896 | 1901 |
| ---- | ---- | ---- | ---- | ---- | ---- | ---- | ---- | ---- |
| 324  | 344  | 396  | 398  | 342  | 330  | 290  | 277  | 302  |

| 1906 | 1911 | 1921 | 1926 | 1931 | 1936 | 1946 | 1954 | 1962 |
| ---- | ---- | ---- | ---- | ---- | ---- | ---- | ---- | ---- |
| 290  | 295  | 267  | 277  | 280  | 282  | 266  | 263  | 255  |

| 1968 | 1975 | 1982 | 1990 | 1999 | 2006 | 2011 | 2016 | 2021 |
| ---- | ---- | ---- | ---- | ---- | ---- | ---- | ---- | ---- |
| 265  | 237  | 260  | 330  | 445  | 411  | 430  | 420  | 427  |

| 2022 | - | - | - | - | - | - | - | - |
| ---- | - | - | - | - | - | - | - | - |
| 436  | - | - | - | - | - | - | - | - |

## Lieux et monuments

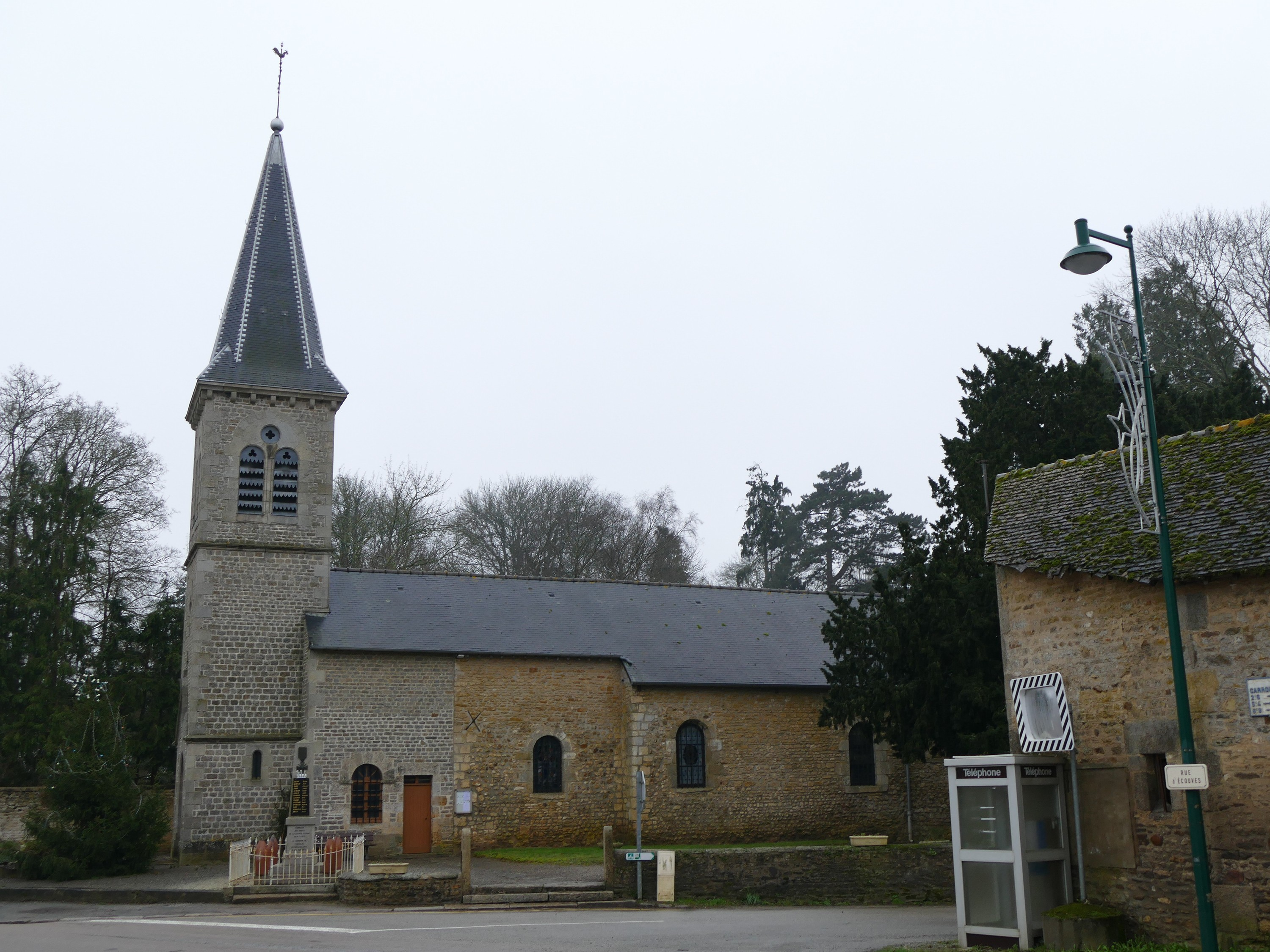
L'église Saint-Sulpice.

- Église Saint-Sulpice, du XVIIIe siècle.
- Domaine de Glatigny, ancienne résidence du général Cavalier. Le château Empire et le parc forment un site classé depuis le 22 novembre 1943[29].
- Manoir de la Ratrie, des XVe et XVIe siècles.

## Personnalités liées à la commune
- Le général Jacques Cavalier (1772-1846), officier de l'armée impériale, a habité à Cuissai dans le château de Glatigny pendant sa retraite.